# 尼尔·约翰逊
尼尔·A·约翰逊（英語：Neil A. Johnson，1943年4月17日—），美国NBA联盟前职业篮球运动员。他在1966年的NBA选秀中第2轮第15顺位被巴尔的摩子弹选中。